# Ratina
Ratina (Servisch: Ратина) is een plaats in de Servische gemeente Kraljevo. De plaats telt 2715 inwoners (2002).